# 傑克·懷特
傑克·懷特（英語：Jack White，1975年7月9日—），本名約翰·安東尼·吉利斯，美國音樂家、唱片製作人，偶而參與電影演出。他是白線條樂團的主唱、吉他手和鋼琴手，直到樂團於2011年2月解散。
他在《滾石》雜誌「史上百大吉他手」中高居第17名，並曾和眾多知名音樂家合作，包括貝克、滾石合唱團、傑夫·貝克、艾莉西亞·凱斯、鮑布·狄倫、電氣六人行和蘿瑞塔·琳等。2005年，懷特組成虎爛樂團；2009年，他又創立惡劣天樂團，在團中擔任鼓手。2011年，懷特獲納什維爾市長卡爾·迪恩授予「納什維爾音樂城大使」頭銜。

## 專輯
- Blunderbuss (2012)
- Lazaretto (2014)
- Acoustic Recordings 1998-2016（2016）
- Boarding House Reach（2018）
- Fear of the Dawn (2022)
- Entering Heaven Alive (2022)
- No Name (2024)

## 外部連結
- Whitestripes.com：白線條樂團官方網站
- TheRaconteurs.com （页面存档备份，存于）：虎爛樂團官方網站
- Thedeadweather.com （页面存档备份，存于）：惡劣天樂團官方網站
- 傑克·懷特在互联网电影资料库（IMDb）上的資料（英文）